# 극동여객
극동여객은 제주특별자치도의 시내버스 운송 업체이다. 본사는 제주특별자치도 제주시 서광로4길 11 (오라동)에 위치하고 있다.

## 연혁
- 1962년 12월 6일 : 회사 설립

## 운행 노선

### 급행버스
- ● 151번 : 제주터미널(오라동) ↔ 모슬포

### 간선버스
- ● 251번,251-1번,252번,253번,254번,255번 : 제주터미널(오라동) ↔ 모슬포
- ● 270번 : 제주대학교 ↔ 애월하나로마트
- ● 325 : 함덕 ↔ 한라수목원
- ● 43-1번,43-2번,43-3번 : 터미널(제주국제공항 경유) ↔ 절물

### 지선버스
- ● 411번,412번 : 국제부두 ↔ 삼화지구 ↔ 국제부두
- ● 425번,426번 : 제주국제대학교 ↔ 국제부두
- ● 431번,432번 : 제주터미널(오라동) ↔ 탑동 ↔ 제주터미널(오라동)

## 보유 차종

#### 현대자동차
- 현대 뉴 슈퍼 에어로시티
- 현대 일렉시티
- 현대 유니버스 스페이스 엘레강스
- 현대 뉴 프리미엄 유니버스 엘레강스

## 같이 보기
- 제주특별자치도의 시내버스